# Список робіт Анни Білінської-Богданович
Основну інформацію про художницю див. у статті Анна Білінська-Богданович
Список робіт Анни Білінської-Богданович — список робіт художниці, назва яких відома. Також вказані відомі час створення, техніка, матеріал, розміри та останнє відоме місцезнаходження.
Число робіт сягає п'ятисот, багато з яких невідомі, а деякі втрачені.
30 олійними картинами та 130 роботами на папері володіє Національний музей (Варшава).
- «Авторортрет» (18ХХ), у родини[2].
- «Літній пейзаж з дорогою» (18ХХ), акварель, папір, 25 × 34.7 см, аукціон AGRA Art, продана 19.03.2000 року
- «Краєвид з вербами» (18XX), Музей Війська Польського
- «Карпатський горянин» (18ХХ)
- «Батько» (18ХХ)
- «Портрет» (18ХХ)
- «Портрет жінки» (18ХХ)
- «Портрет Падеревського» (18ХХ)
- «Портрет Йосифа Гофмана» (18ХХ)
- «Портрет циганки»(18ХХ)
- «Хата під водою» (18XX), Національний музей у Варшаві
- «Нєдзялковський на смертному одрі» (18XX), Історичний музей міста Краків
- «Мандрівний художник» (1878)
- «Вивчення портрету болгарина» (1879)
- «Паж» (1880), Музей Ґурносльонський у Битомі
- «Пейзаж» (1880), полотно, олія, 43,5 × 56,5 см, музей Підляшшя, Білосток
- «Старий» з книгою (1880), полотно, олія, 81 × 69 см, Львівська картинна галерея
- «Італійка» (1880), полотно, олія, 72 × 91 см, втрачена під час війни 1939 −1945 р.р.
- «Жнива у Краківському» (1881)
- «Сестра милосердя» (1881)
- «Мати Божа» (1881)
- «Дівчина з грибами» (1881)
- «Руїни замку в Ліхтенштейні» (1882)
- «Проводи коханого» (1882)
- «Брати продають Йосипа» (1883), дошка, олія по ескізу олівцем, Національний музей у Варшаві
- «Інквізиція» (1884)
- «Голова серба» (1884)
- «Попелюшка» (1884), полотно, олія, у приватній власності
- «Портрет дами з лорнетом» (1884), полотно, олія, 72 × 91 см, Національний музей у Варшаві
- «Негритянка» (1884), полотно, олія, 48,5 × 63 см, Національний музей у Варшаві
- «Постать напівоголеного в роботі» (1884), полотно, олія, 95 x 61 см, аукціон ДОРОТЕУМ
- «Вивчення молодої жінки» (1884), полотно, олія, 40 × 32 см, Національний музей у Варшаві
- «Портрет молодої жінки» (1884), полотно, олія
- «Хлопець» (1884–1885)
- «Вітрильники в Пурвілі» (1885), картон, олія, 41 × 33 см, аукціон AGRA Art, продана 18.10.1998 року
- «Жінка з японською парасолею» (1885), пастель, 94 x 74 см, у приватній власності
- «Три литовські селянки» (1885), акварель
- «Напіврозслаблений» чоловік (1885), полотно, олія, 95 × 67 см, Національний музей у Варшаві
- «Посмертний портрет Богдана Залеського» (31.03.1886)
- «Тополі» (1886), папір, акварель, 11,2 × 18,3 см, аукціон Invaluable, 2014
- «На березі моря» (1886), картон, олія, 60 × 50 cm, Національний музей у Варшаві
- «Піонії» (1886), полотно, олія, 59 x 56 см, музей Підляшшя, Білосток
- «Портрет В. Марцинковського», (1887) Національний музей у Варшаві (медаль у Кракові)
- «Автопортрет» (1887), полотно, олія, 90 х 117 см, Національний музей у Кракові
- «Дівчина в хустці» (1888), дошка з червоного дерева, олія, 27,5 x 22 см, у приватній власності
- «Морський пейзаж з кораблем» (1889)
- «Узбережжя» (1889)
- «Бретонка на порозі дому» (1889), полотно, олія, Національний музей у Варшаві
- «Пейзаж» (1890), полотно, олія, 31,4 × 45 см, музей Підляшшя, Білосток
- «Портрет Джорджа Грея Барнарда» (1890), полотно, олія, Колекція Держдепартапенту США, Вашингтон[3]
- «Вулиця Унтер-ден-Лінден» (1890), полотно, олія, 60 × 82 см, Національний музей у Варшаві
- «Вид з вікна консерваторії» (1890), картон, олія, 27 × 43 см, Національний музей у Варшаві
- «Портрет пані М.» (1890)
- «Жінка в червоній сукні» (1890), полотно, олія, 72,4 × 62.2  см, власність Тома Подла, куплена у Марека Мельничука в 1992 році
- «Мати» (1891), Музей японського мистецтва та техніки Манґа, Краків
- «Портрет пані G. de V.» (1891) (золота медаль у Мюнхені)
- «Жінка із соловейком» (1892), картон, пастель, 45,5 x 36,8 см
- «Портрет молодої жінки з трояндою» (1892), полотно, олія, 147 × 98 см, Національний музей у Варшаві
- «Дівчинка з білим волоссям» (1892)
- «Портрет літньої жінки» (1892), полотно, олія, 42,5x31,5 см
- «Якби був урядом» (1892), Музей Адама Міцкевича.
- «Автопортрет» (незавершений) (1892), полотно, олія, 113,5 × 163 см, Національний музей у Варшаві